# IC 3475
IC 3475 је елиптична галаксија у сазвјежђу Дјевица која се налази на листи објеката дубоког неба у Индекс каталогу.
Деклинација објекта је + 12° 46' 10" а ректасцензија 12h 32m 40,6s. Привидна величина (магнитуда) објекта IC 3475 износи 13,1 а фотографска магнитуда 14,1. IC 3475 је још познат и под ознакама UGC 7692, MCG 2-32-123, DDO 132, CGCG 70-156, VCC 1448, PGC 41606.